# DJ Toomp
Aldrin Davis, dit DJ Toomp, est un producteur de hip-hop et disc jockey américain, né le 2 août 1969 à Atlanta.

## Biographie
DJ Toomp lance sa carrière musicale en 1985, avec le MC Raheem the Dream, originaire lui aussi d'Atlanta, en produisant l'album homonyme de Raheem à seulement 16 ans. À la fin des années 1980, il devient le disc jockey de MC Shy-D et se lance en tournée avec lui et le 2 Live Crew, dans plusieurs pays aux côtés de groupes et artistes hip-hop comme N.W.A. et Ice-T. Après le départ de MC Shy-D du label Luke Records, Toomp devient le DJ de JT Money et du Poison Clan. À la séparation du 2 Live Crew, il se lance sur un album avec l'ancien membre du groupe Brotha Marquis, intitulé Indecent Exposure, sous le nom de scène 2 Nazty ; cette reprise le crédite comme membre du Poison Clan. En 2006, Toomp s'associe avec le pionnier du hip-hop Bernard Parks, Jr., pour lancer NZone Entertainment, leur propre label discographique.
DJ Toomp commence à se populariser en travaillant aux côtés du rappeur originaire de la côte sud T.I., également d'Atlanta. Ils se lancent initialement dans le premier album de T.I., I'm Serious ; depuis, ils se lient d'amitié et Toomp devient le principal producteur de T.I. Toomp s'implique significativement dans les quatre premiers albums de T.I. ; ensemble, ils font connaître au monde le genre trap. Toomp est bien accueilli en 2006 pour la production du single à succès What You Know de T.I. qui atteint la troisième place du Billboard Hot 100. Grâce à cette chanson, Toomp et T.I. obtiennent leur premier Grammy Award. En 2007, DJ Toomp est recruté par le rappeur et producteur Kanye West, pour produire son troisième album Graduation. Toomp coproduit avec West les singles Can't Tell Me Nothing et Good Life.

## Discographie

### Productions
- 1994 : Native Nuttz - The Nativez Are Restless
- 1997 : Lil' Jon & The East Side Boyz - Shawty Freak a Lil' Somethin' (sur l'album Get Crunk, Who U Wit: Da Album)
- 2001 : T.I. - Dope Boyz, Do It, Heavy Chevys (sur l'album I'm Serious)
- 2003 : D.S.G.B. - D.S.G.B. Intro, Who Down to Ride, D.S.G.B., On My Block,  'Til Death Do Us Part (sur l'album 'Til Death Do Us Apart)
- 2003 : T.I. - Trap Muzik, Be Easy, 24's, Look What I Got, Bezzle (sur l'album Trap Muzik)
- 2004 : Ludacris - Two Miles an Hour (samples : Curtis Mayfield - Little Child Running Wild et DJ Jazzy Jeff & The Fresh Prince - Summertime) (sur l'album The Red Light District)
- 2004 : T.I. - Motivation, U Don't Know Me (sur l'album Urban Legend)
- 2004 : Pastor Troy - Ridin' Big (sur l'album (By Any Means Necessary)
- 2005 : Boyz N Da Hood - Don't Put Your Hands on Me (sur l'album Boyz n da Hood
- 2006 : T.I. - What You Know, Bankhead (featuring P$C) (sur l'album King)
- 2006 : Rick Ross - White House (sur l'album Port of Miami)
- 2006 : Ludacris - Mouths to Feed (sur l'album Release Therapy)
- 2006 : Pitbull - Come See Me (sur l'album El Mariel)
- 2006 : Young Jeezy - I Luv It, I Got Money (featuring T.I.) (sur l'album The Inspiration)
- 2006 : Blak Jak - How It Goes (featuring Slick Pulla) (sur Place Your Bets)
- 2007 : Young Buck - Pocket Full of Paper (featuring Young Jeezy) (sur l'album Buck The World)
- 2007 : 8 Ball and MJG - Worldwide (sur l'album Ridin High)
- 2007 : Bone Thugs-n-Harmony - Sounds the Same (sur l'album Strength and Loyalty
- 2007 : Kanye West - Good Life (featuring T-Pain), Can't Tell Me Nothing, Big Brother (sur l'album Graduation)
- 2007 : Jay-Z - Say Hello (sample : Tom Brock - The Love We Share Is The Greatest of Them All) (sur l'album American Gangster)
- 2008 : Mariah Carey - I'll Be Lovin' U Long Time (sur E=mc2)
- 2008 : Rick Ross - This Me (sur Trilla)
- 2008 : Nas - N.I.G.G.E.R. (The Slave and the Master) (sur Untitled)
- 2008 : The Game - House of Pain (sur l'album L.A.X.)
- 2008 : Fabolous - Untitled (sur Working Hard, Playing Harder)
- 2008 : Glasses Malone - Certified (featuring Akon) (sur Beach Cruiser: The Story)
- 2008 : Mike Jones - Anything But Broke (sur The Voice of the Streets)
- 2008 : Slim Thug - Theme Song (Hoggs on da Grind) (sur Boss of All Bosses)
- 2008 : Nicole Scherzinger - sur Her Name is Nicole
- 2008 : San Quinn - Bring the Game to the Table (sur From a Boy to a Man)
- 2008 : Shawty Redd - One Shot, Wuts da Deal (sur Musikal Genius)
- 2008 : Young Jeezy - The Recession (sur The Recession)
- 2008 : Missy Elliott - Block Party
- 2008 : Shareefa - The Secret